# ماجيني
ماجيني  هو مجلس إندونيسي محلي، في إندونيسيا، يقع في سولاوسي الغربية، بلغ عدد سكانه 164,107  نسمة.